# Новомалинська сільська рада
Новома́линська сільська́ ра́да — колишній орган місцевого самоврядування в Острозькому районі Рівненської області. Адміністративний центр — село Новомалин.

## Загальні відомості
- Новомалинська сільська рада утворена в 1940 році.
- Територія ради: 39,67 км²
- Населення ради: 1 137 осіб (станом на 2001 рік)
- Територією ради протікає річка Збитенка.

## Населені пункти
Сільській раді підпорядковані населені пункти:
- с. Новомалин
- с. Лючин

## Склад ради
Рада складається з 16 депутатів та голови.
- Голова ради: Козачук Лариса Миколаївна
- Секретар ради: Манько Оксана Анатоліївна

### Керівний склад попередніх скликань
| Прізвище, ім'я, по батькові | Основні відомості                                                               | Дата обрання | Дата звільнення |
| --------------------------- | ------------------------------------------------------------------------------- | ------------ | --------------- |
| Козачук Лариса Миколаївна   | Сільський голова, 1971 року народження, освіта середня спеціальна, позапартійна | 26.03.2006   | 31.10.2010      |
| Козачук Лариса Миколаївна   | Сільський голова, 1971 року народження, освіта середня спеціальна, позапартійна | 31.10.2010   |                 |

Примітка: таблиця складена за даними сайту Верховної Ради України